# 控制體積
控制體積是流體力學及熱力學中，為一物理現象建立數學模型時會用到的一個名詞。在慣性參考系中，控制體積可能是一固定的區域，或者是隨著流體運動。控制體積的表面也稱為控制表面。
穩態時，控制體積可以視為一個其中流體體積為定值的任意空間。流體可能會流進或流出控制體積，但流入控制體積的流體質量等於流出控制體積的流體質量。在穩態且沒有功或能量的交換，控制體積內的能量也是一個定值。控制體積的概念類似古典力學的自由體圖。

## 簡介
一般來說，若要了解科學定律在特定系統下的作用，可以先應用在小的控制體積內。控制體積本身沒有特別之處，只是系統的一小部份，讓物理定律可以應用的範圍。這就產生了體積相關的數學公式。
科学规律在控制空間內依一定的方式運作，因為控制空間沒有特別之處，因此可以假設科学规律在系統的其他空間也會以相同方式運作。可以發展数学模型對應單點公式，描述科學規律在整個系統內的行為
在连续介质力学中，守恒定律（例如纳维-斯托克斯方程）是以積分形式出現，因此可以適用在所有的體積裡。尋找獨立於控制空間的方程式，有助於簡化積分的符號。控制空間可以是靜止的，也可以依特定速度移動。

## 物質導數
连续介质力学的運算中，常需要將時間导数運算子 
{\displaystyle d/dt\;} 
改為物質導數運算子
{\displaystyle D/Dt}.
可以用下例來說明。
假設有小蟲和控制體積一起移動，其中有隨時間和位置而變化的纯量场（例如壓力）：
{\displaystyle p=p(t,x,y,z)\;}.
若小蟲在 
{\displaystyle t\;} 
到
{\displaystyle t+dt\;} 
的時間區間內，從位置 
{\displaystyle (x,y,z)\;} 
移動到位置
{\displaystyle (x+dx,y+dy,z+dz),\;}
，則小蟲感受到的壓力變化為
{\displaystyle dp={\frac {\partial p}{\partial t}}dt+{\frac {\partial p}{\partial x}}dx+{\frac {\partial p}{\partial y}}dy+{\frac {\partial p}{\partial z}}dz}
（全微分）。若小蟲移動的速度如下
{\displaystyle \mathbf {v} =(v_{x},v_{y},v_{z}),} 
位置的變化可以表示為 
{\displaystyle \mathbf {v} dt=(v_{x}dt,v_{y}dt,v_{z}dt),} 
因此壓力變化可以表示如下
{\displaystyle {\begin{alignedat}{2}dp&={\frac {\partial p}{\partial t}}dt+{\frac {\partial p}{\partial x}}v_{x}dt+{\frac {\partial p}{\partial y}}v_{y}dt+{\frac {\partial p}{\partial z}}v_{z}dt\\&=\left({\frac {\partial p}{\partial t}}+{\frac {\partial p}{\partial x}}v_{x}+{\frac {\partial p}{\partial y}}v_{y}+{\frac {\partial p}{\partial z}}v_{z}\right)dt\\&=\left({\frac {\partial p}{\partial t}}+\mathbf {v} \cdot \nabla p\right)dt.\\\end{alignedat}}}
其中{\displaystyle \nabla p}是向量場p的gradient。因此
{\displaystyle {\frac {d}{dt}}={\frac {\partial }{\partial t}}+\mathbf {v} \cdot \nabla .}
若小蟲是和流場一起移動，上述的公式仍適用，不過速度向量v會改為流速向量u。
在壓力變化的公式中，最後一個括弧內的公式即為壓力純量的物質導數。
因為壓力p是任意的純量場，因此物質導數運算子可以如下式表示：
{\displaystyle {\frac {D}{Dt}}={\frac {\partial }{\partial t}}+\mathbf {u} \cdot \nabla .}